# Alvan (cantante)
Alvan, pseudonimo di Alexis Morvan-Rosius (Lorient, 17 marzo 1993), è un cantante e musicista francese.
Ha rappresentato la Francia all'Eurovision Song Contest 2022 con il brano Fulenn in collaborazione con le Ahez.

## Biografia
Alvan ha iniziato a produrre musica nel 2011, ma solo quattro anni dopo ha deciso di abbandonare la sua carriera nel settore della sanità per dedicarsi a tempo pieno a quella di musicista. Ha iniziato a pubblicare singoli originali e remix l'anno successivo, facendosi conoscere nella scena electro locale. Sempre nel 2016 ha vinto la competizione musicale per artisti emergeti BPM Contest, che lo ha portato a firmare un contratto discografico con la Elektra Records France, pubblicando l'EP di debutto Home nello stesso anno. Nel 2017 è stata la volta del secondo EP La ballade.
Negli anni seguenti ha preso parte a vari festival musicali, fra cui il Trans Musicales a Rennes nel 2021, e ha aperto i concerti degli Ofenbach e di Petit Biscuit.
Nel 2022 è stato annunciato fra i dodici artisti partecipanti a Eurovision France, c'est vous qui décidez 2022, il programma di selezione del rappresentante francese all'annuale Eurovision Song Contest, dove ha presentato l'inedito Fulenn in collaborazione con il trio Ahez. Sono risultati i vincitori dell'evento, ottenendo il primo posto sia nel voto della giuria che nel televoto e diventando di diritto i rappresentanti francesi a Torino. Si tratta della seconda canzone eseguita in lingua bretone nella storia della manifestazione dopo Diwanit bugale di Dan Ar Braz & L'Héritage des Celtes, il brano francese all'Eurovision Song Contest 1996. Il successivo 14 maggio Alvan e le Ahez si sono esibiti nella finale eurovisiva, dove si sono piazzati al 24º posto su 25 partecipanti con 17 punti totalizzati.

## Discografia

### Album in studio
- 2022 – Magma

### EP
- 2016 – Home
- 2017 – La ballade

### Singoli
- 2016 – Dame de cœur
- 2016 – Kangei
- 2016 – Pure
- 2016 – Bodhyanga
- 2016 – Home
- 2016 – Sanzel
- 2017 – Amazone
- 2018 – Damiana (feat. Velvet)
- 2019 – Indolove (feat. Keybeaux)
- 2019 – Move On
- 2021 – Anything
- 2022 – Fulenn (feat. Ahez)
- 2022 – DCAI
- 2022 – Calzone